# Рыбий глаз (объектив)

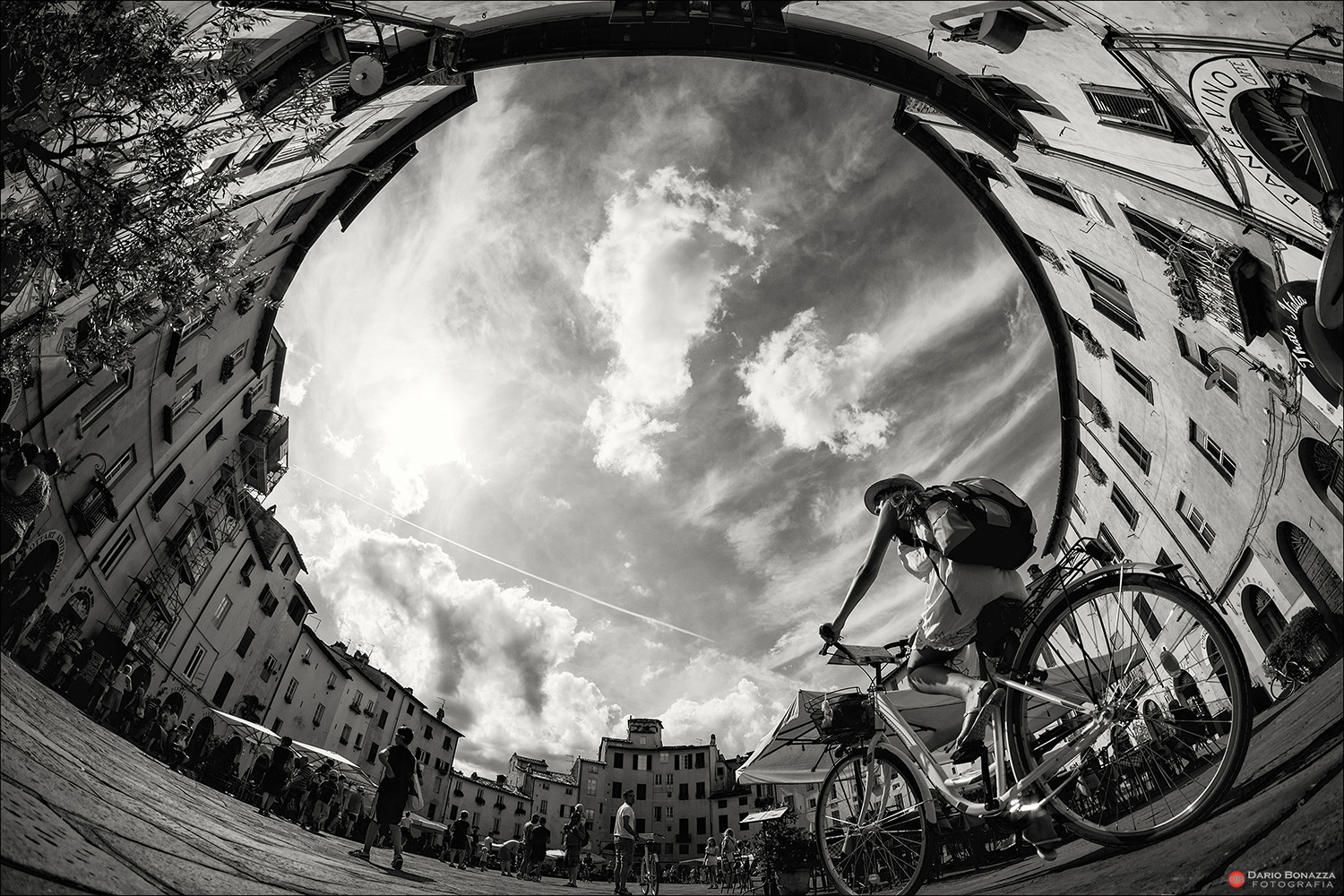
Изображение, полученное с помощью объектива «Рыбий глаз» диагонального типа

Ры́бий гла́з («Фишай», транскрипция от англ. fish-eye) — разновидность сверхширокоугольных объективов с целенаправленно увеличенной дисторсией, другое название дисторси́рующий (или «дисторзирующий») объектив. От обычных (ортоскопических) короткофокусных объективов отличается ярко выраженной бочкообразной дисторсией, позволяющей отображать пространство и предметы при помощи азимутальной, ортографической или стереографической проекций, в зависимости от конкретной оптической конструкции. За счёт сильных искажений угловое поле «рыбьего глаза» может достигать 180° или даже превышать эту величину, что недоступно для ортоскопической оптики, реализующей гномоническую проекцию окружающего пространства.
Главной особенностью объективов типа «Рыбий глаз» являются характерные искажения, сходные с видом отражения в зеркальной сфере. Прямые линии, не пересекающие оптическую ось, отображаются в виде дугообразных кривых, а предметы по мере удаления от центра к краям кадра сильно сжимаются в радиальном направлении. При этом, рекордный полусферический обзор не является обязательным свойством рыбьего глаза, и у некоторых объективов этого типа поле зрения не превышает 120—160° при таких же искажениях. У дисторсирующих зум-объективов обзор может сужаться ещё сильнее.

## Историческая справка
Название «рыбий глаз» подчёркивает сходство изображения, даваемого таким объективом, с эффектом «окна Снелла», благодаря которому подводные обитатели видят всю верхнюю полусферу надводного мира в пределах конуса шириной около 90 градусов. Это объясняется законом Снеллиуса, то есть, резким перепадом показателя преломления на границе воды и воздуха. Впервые термин «рыбий глаз» использовал в 1911 году американский физик-экспериментатор Роберт Вуд (англ. Robert Williams Wood) в своей книге «Физическая оптика». За 5 лет до этого он смоделировал подобную оптическую систему, поместив на дно ведра, заполненного водой, фотопластинку, а на половине глубины над ней линзу с точечной диафрагмой. Полученное изображение, несмотря на низкое качество, продемонстрировало возможность получения полусферического обзора. В дальнейшем Вуд усовершенствовал съёмочную камеру, заполнив водой герметичную металлическую коробку с отверстием.

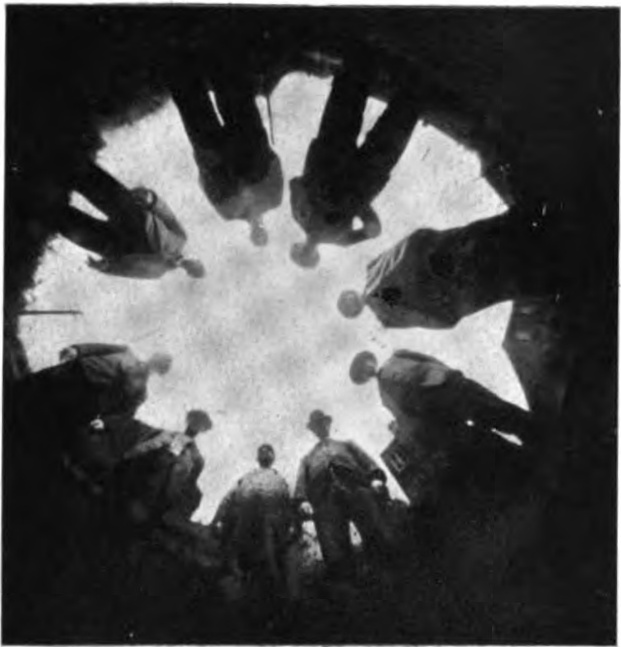
Снимок Вуда, сделанный из ведра с водой. 1906 год

Приоритет в создании дисторсирующего объектива принадлежит английскому биохимику Робину (Роберту) Хиллу (англ. Robert Hill), запатентовавшему в декабре 1923 года трёхлинзовую оптическую систему, состоящую из сильного отрицательного мениска, расположенного перед положительным склеенным ахроматом. Такое устройство могло обеспечить угловое поле, охватывающее небосвод целиком, и достаточное для регистрации всей облачности. При этом за счёт неисправленной дисторсии становится доступным поле зрения 180° на изображении конечного размера. Ортоскопический объектив не способен обеспечить такой охват, поскольку размеры изображения в этом случае стремятся к бесконечности. 
Первый объектив Хилла под названием Hill Sky Lens изготовлен в 1924 году лондонской компанией Beck of London. Несмотря на чрезвычайно низкую светосилу f/22, объектив давал вполне чёткое изображение в форме круга, и позволял одним кадром снимать всю небесную полусферу при помощи камеры с тем же названием Hill Sky Camera. В 1929 году советский оптик Владимир Чуриловский рассчитал оптическую схему аналогичной широкоугольной камеры, объектив которой состоит из двухлинзового отрицательного дистортера и расположенного за ним ортоскопического объектива типа «Тессар». Комбинация обеспечивала угловое поле 127° при светосиле f/5,6. В 1933 году на основе объектива Чуриловского реализована технология аэрофотосъёмки больших площадей местности с дешифровкой снимков оптическим ортотрансформатором, вносящим обратные искажения.

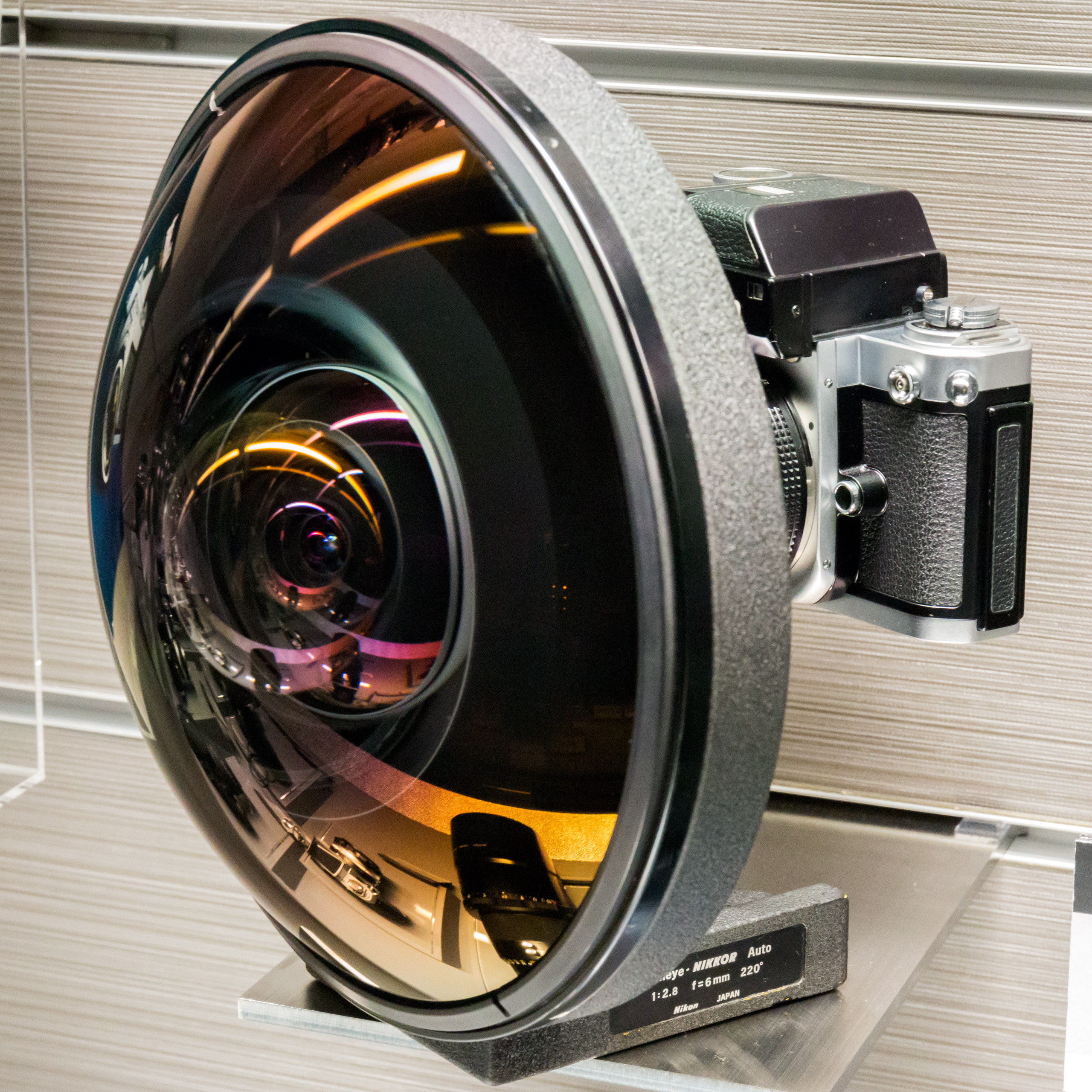
«Циркулярный» рыбий глаз «Fish-Eye Nikkor 2,8/6» с фотоаппаратом «Nikon F2 Photomic». Объектив диаметром более 20 см. создавался специально для Антарктической экспедиции и обладает угловым полем 220°

Вскоре светосильный «рыбий глаз» был создан и в Германии: в 1932 году компанией AEG получен патент № 620 538 на пятилинзовый Weitwinkelobjektiv, разработанный Гансом Шульцем (нем. Hans Schulz). Объектив был настолько хорош, что позволял вести моментальную съёмку, и уже в 1935 году фотохудожник Умбо снимал им эффектные репортажи. В 1938 году на основе немецкой разработки, доставшейся Японии в рамках Стального пакта, создан Fish-eye Nikkor 16/8,0, после войны выпускавшийся в составе камеры для «рольфильма». В том же году немецкий оптик Роберт Рихтер (нем. Robert Richter) сконструировал шестилинзовый Zeiss Pleon, который использовался во время Второй мировой войны для фоторазведки. Современный «рыбий глаз» для малоформатных фотоаппаратов и «кропнутых» цифровых камер ведёт своё происхождение от следующей немецкой разработки Zeiss Sphaerogon, сконструированной перед войной оптиком Вилли Мертэ (нем. Willy Merté), и в 1947 году вывезенной Армией США вместе с другими экспонатами Музея Carl Zeiss.
Первые дисторсирующие объективы рассчитывались на регистрацию всего круга изображения, который вписывали в квадратный или прямоугольный кадр. В 1963 году компания Asahi optical выпустила первый полнокадровый или «диагональный» Fish-eye Takumar 18 мм f/11, кроющий прямоугольный кадр целиком с полусферическим обзором только по диагонали. Этот тип «рыбьего глаза» оказался более востребованным фотографами, поскольку даёт изображение привычной формы. С середины 1960-х годов дисторсирующая оптика прочно заняла место в каталогах оптических фирм, продаваясь как для специальных целей, так и в качестве дополнения к стандартной линейке ортоскопических объективов. В СССР дисторсирующая оптика стала доступна рядовым фотографам в конце 1970-х годов с появлением «гражданских» моделей «Зодиак-2» и «Зодиак-8». Все они были «диагональными», заполняя целиком малоформатный и среднеформатный кадры соответственно. Позднее на БелОМО начат выпуск циркулярных объективов «Пеленг». 
«Рыбьему глазу» нашлось применение в фотожурналистике, фотоискусстве и кинематографе в качестве яркого выразительного средства. Сверхширокоугольные объективы первой современной широкоформатной киносистемы Todd-AO для естественной передачи перспективы проектировались незначительно дисторсирующими. Сферорамные кинематографические системы (например, IMAX DOME) изначально основаны на использовании объективов типа «рыбий глаз» для съёмки и проекции изображения на полусферический экран. За счёт формы экрана искажения, присущие такой оптике, компенсируются и зрители наблюдают предметы в нормальной перспективе под большими углами, усиливающими эффект присутствия. Таким же способом осуществляется проекция изображения звёздного неба в современных полнокупольных планетариях.

## Основные разновидности
Все объективы типа «рыбий глаз» принято разделять на две главные разновидности по степени заполнения кадрового окна камеры: «циркулярные» и «диагональные». Оба типа изображения могут быть одновременно реализованы в одном зум-объективе, который при минимальном фокусном расстоянии работает как циркулярный фишай, а при максимальном — как диагональный.
- Циркулярный (или «круговой») — в данном случае круг поля изображения, даваемого объективом, не заполняет кадровое окно целиком, а его диаметр близок к размеру короткой стороны кадра[40]. Такой объектив имеет угол поля зрения 180° и более во всех направлениях. Зачастую габариты циркулярных объективов из-за большого диаметра передних линз превышают размеры камеры в несколько раз. Наиболее широкое применение они нашли в специальных областях прикладной фотографии, например в метеорологии и астрономии для съёмки небосвода.
- Диагональный (или «полнокадровый») — полученный кадр целиком занят изображением, вырезаемым из круглого пятна, даваемого объективом[40]. При этом угол поля зрения 180° соответствует диагонали кадра. Не всегда поле зрение «Рыбьего глаза» достигает 180°: у некоторых объективов оно меньше, и часто соответствует ортоскопическим сверхширокоугольникам, сохраняя при этом дисторсию.

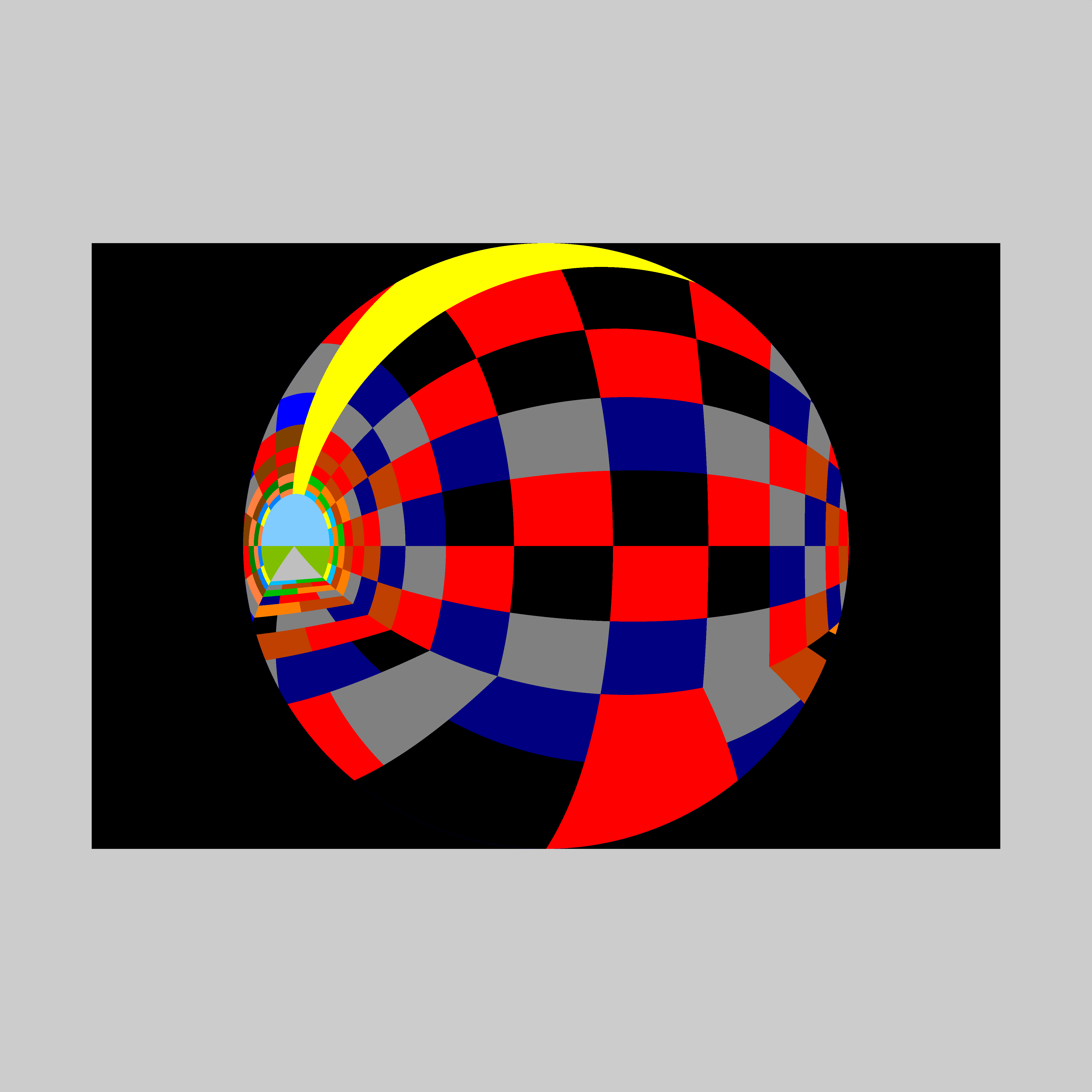
Циркулярный
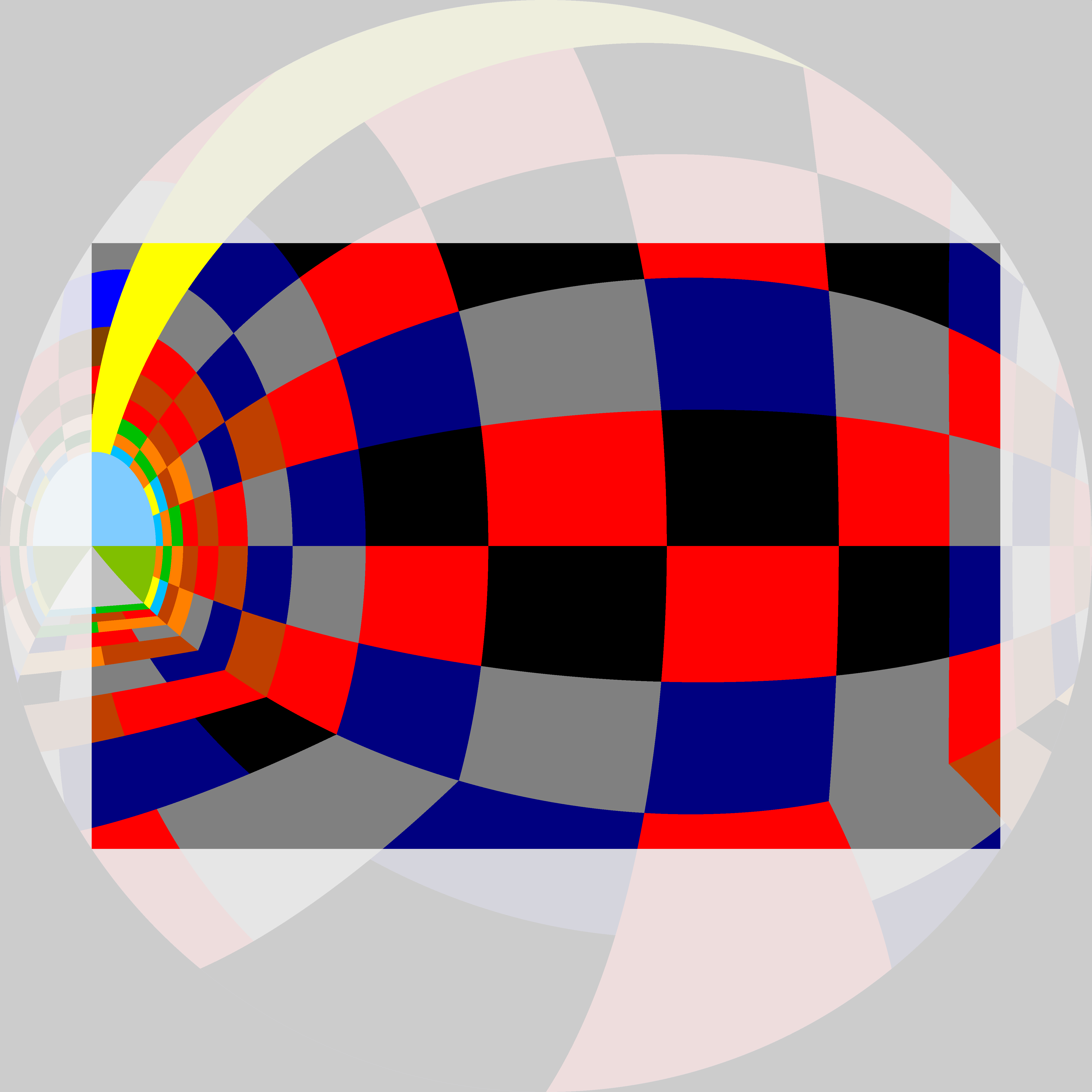
Диагональный
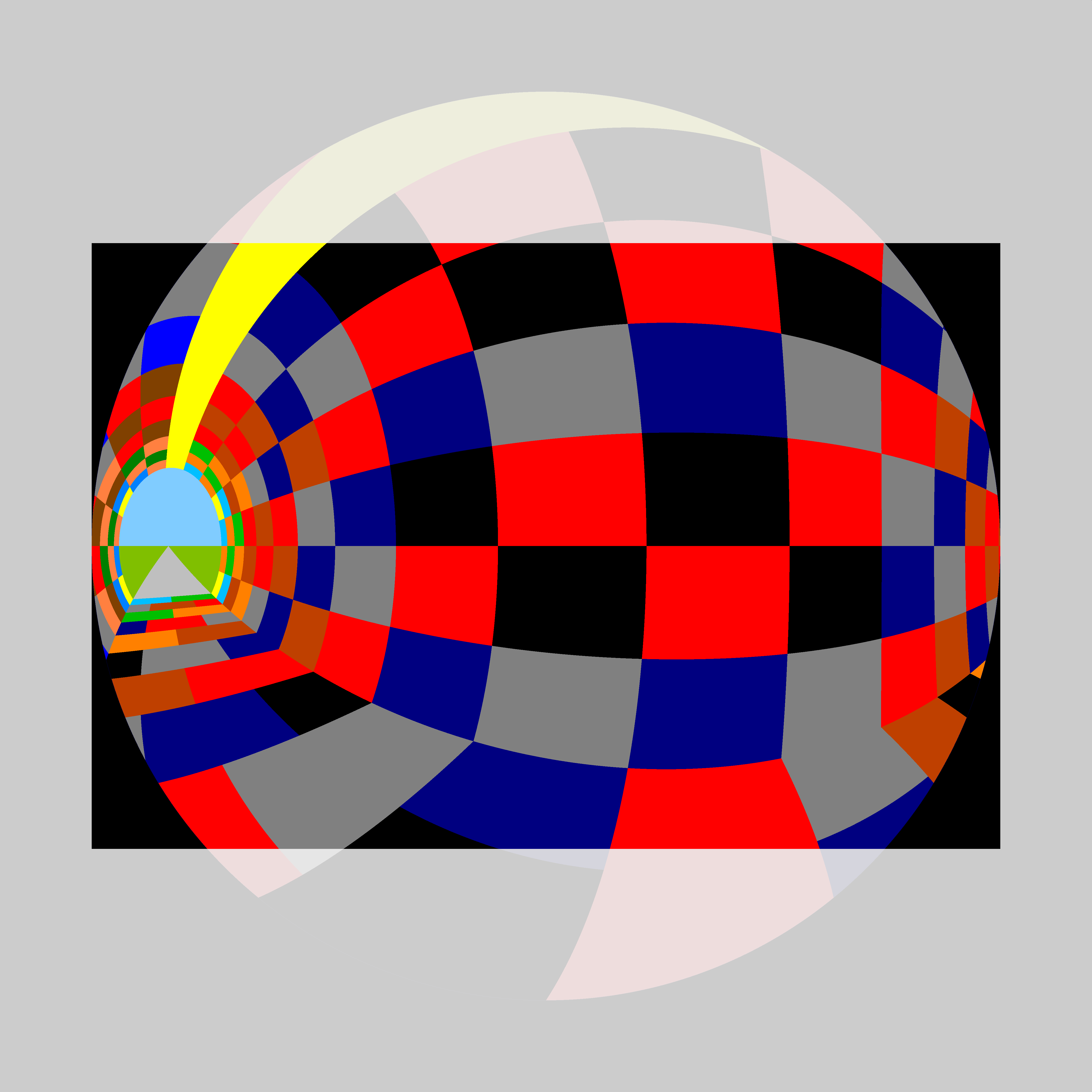
Обрезанный круг
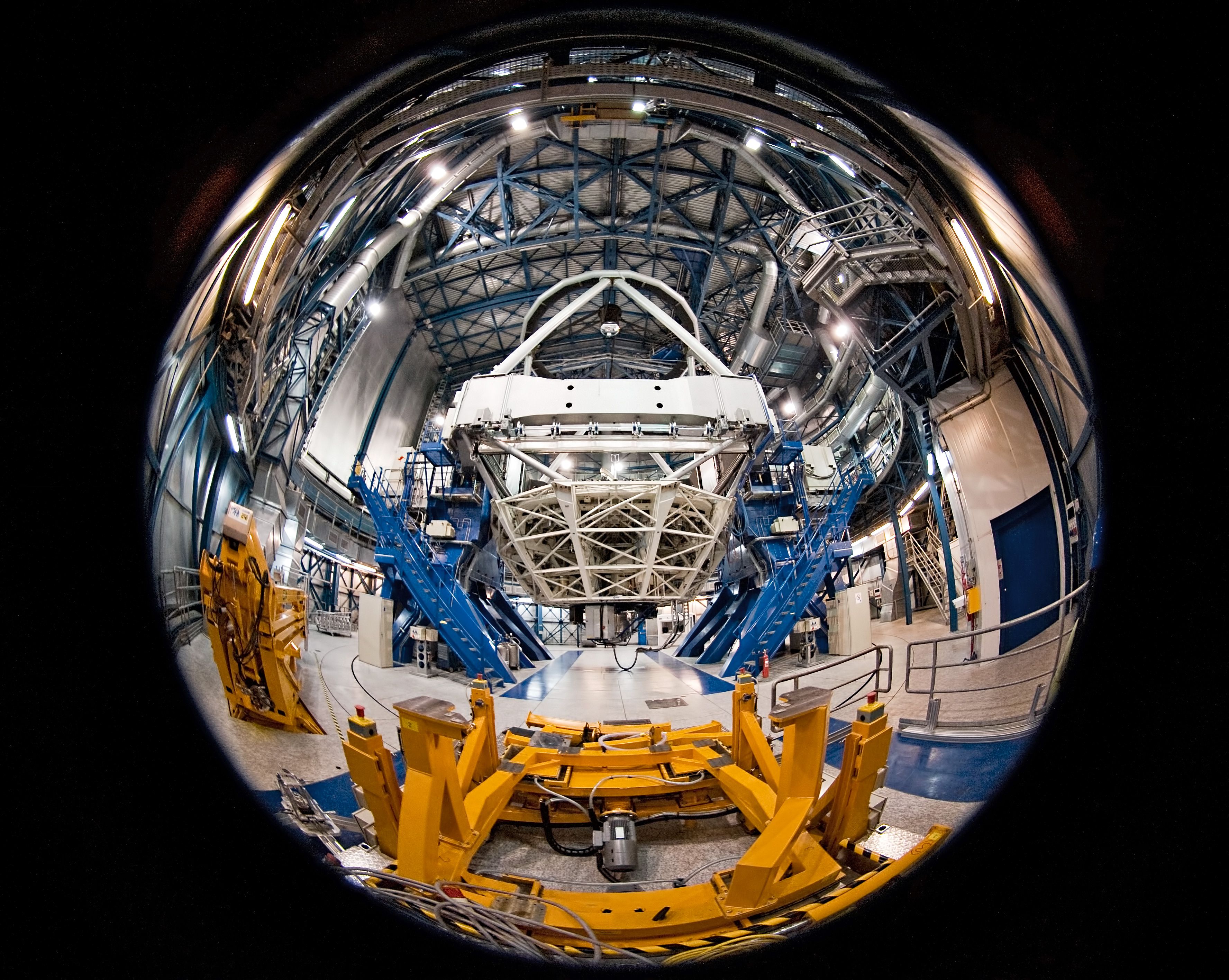
Циркулярный
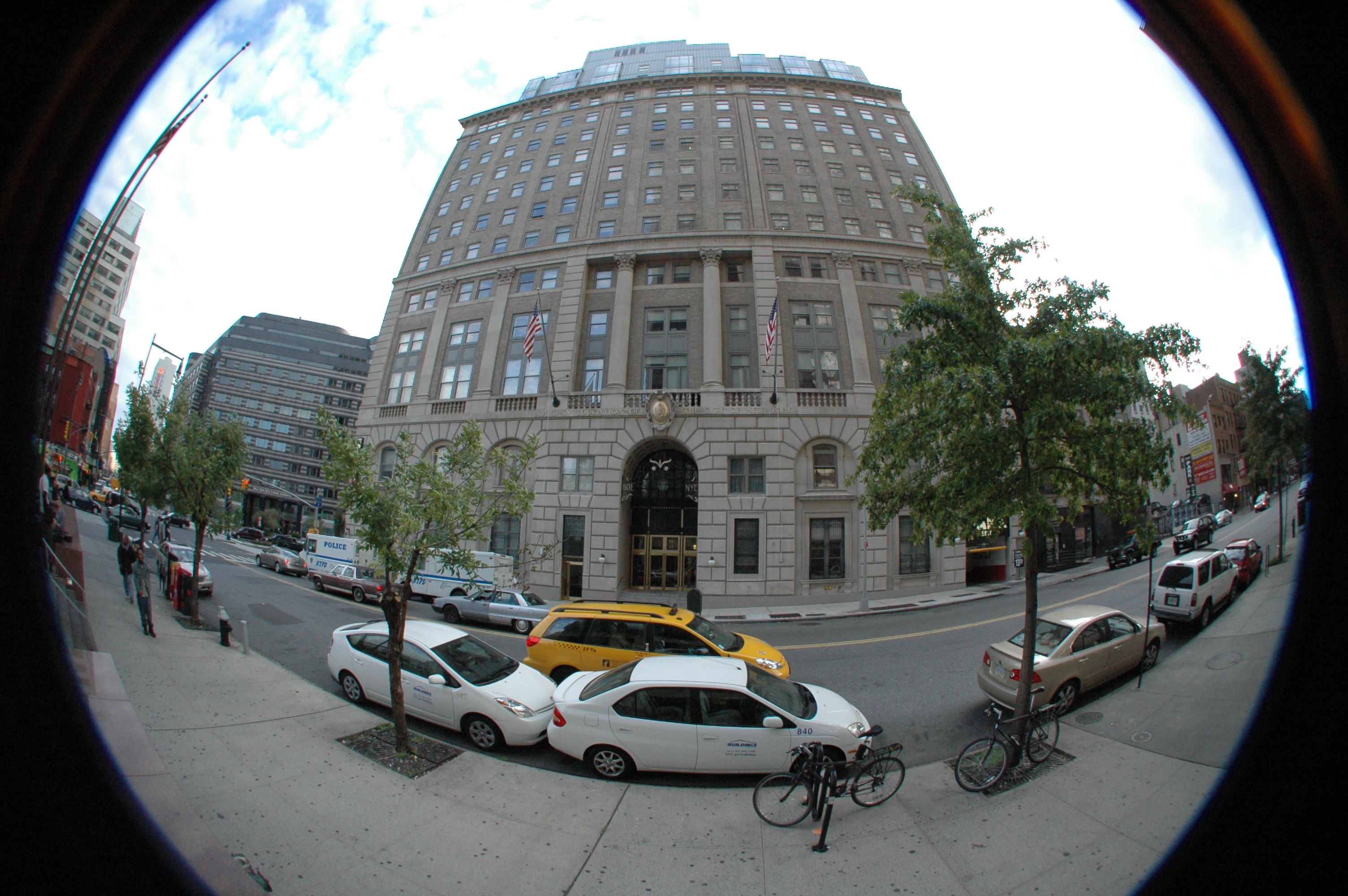
Обрезанный круг

Ещё одна разновидность является промежуточной, и круг изображения объектива не заполняет прямоугольный кадр полностью, но и не регистрируется на нём целиком, оставаясь обрезанным с двух сторон. При этом диаметр круга вписан по длинной стороне, а не по короткой, как у циркулярных объективов. Аналогичным образом выглядит изображение полнокадровых циркулярных объективов, установленных на «кропнутой» камере, а также некоторых зум-объективов в промежуточном положении кольца масштабирования.

## Отображение пространства
При создании обычных широкоугольных объективов стремятся свести к нулю дисторсию — искривление прямых линий, не проходящих через центр кадра. Поэтому изображение, даваемое ортоскопическим объективом, эквивалентно гномонической проекции сферы на плоскость. В таком случае невозможно получить угловое поле 180°, так как край поля зрения окажется бесконечно удалённым. Для достижения полусферического обзора в объектив при его разработке намеренно вносят отрицательную дисторсию, которая обеспечивает специфическое отображение пространства, в зависимости от интенсивности искажения соответствующее той или иной геометрической проекции. В большинстве объективов, доступных фотографам, реализована равновеликая азимутальная проекция Ламберта, достижимая минимальной оптической сложностью. При этом зависимость между фокусным расстоянием {\displaystyle f'} объектива и его полем зрения {\displaystyle 2\cdot \omega } сложнее, чем в ортоскопических объективах, и зависит от величины дисторсии, определяющей тип проекции сферы на плоскость.
| Объект                    | Исходный объект в виде туннеля, фотографируемый из его центра влево перпендикулярно левой стене (обозначено стрелкой) | Исходный объект в виде туннеля, фотографируемый из его центра влево перпендикулярно левой стене (обозначено стрелкой) | Исходный объект в виде туннеля, фотографируемый из его центра влево перпендикулярно левой стене (обозначено стрелкой) | Исходный объект в виде туннеля, фотографируемый из его центра влево перпендикулярно левой стене (обозначено стрелкой) | Исходный объект в виде туннеля, фотографируемый из его центра влево перпендикулярно левой стене (обозначено стрелкой) |
|                           | Ортоскопический | Рыбий глаз | Рыбий глаз | Рыбий глаз | Рыбий глаз |
| Гномоническая             | Стереографическая | Эквидистантная | Азимутальная | Ортографическая | |
| Схема                     | | | | | |
| Вид изображения           | | | | | |
| Функция отображения       | {\displaystyle d=f'\operatorname {tg} (\omega )} | {\displaystyle d=2f'\operatorname {tg} (\omega /2)} | {\displaystyle d=f'\cdot \omega } | {\displaystyle d=2f'\sin(\omega /2)} | {\displaystyle d=f'\sin(\omega )} |
| Особенности               | Отображает пространство в соответствии с законами линейной перспективы так же, как и камера-обскура. Прямые линии отображаются прямыми, а форма предметов сохраняет геометрическое подобие. При очень широких углах обзора объекты на краях поля зрения растягиваются в направлении от центра кадра. | Сохраняет углы между кривыми. Предпочтительно для фотографии, поскольку почти не сжимает объекты на краю поля зрения. Поле зрения полнокадровых объективов этого типа больше, чем у всех остальных при равном диагональном обзоре. Samyang является единственным производителем. | Сохраняет угловые размеры. Предпочтительно для угловых измерений, в том числе в астрофотографии. В научном сообществе считается «идеальной проекцией». Эквидистантная проекция доступна в приложениях PanoTools для склейки панорам. | Сохраняет соотношения площадей. Наиболее применимо при необходимости сопоставления поверхностей, например облачности или растительного покрова. Дисторсирующие объективы этого типа легче и компактнее других. Главный недостаток — сильное сжатие объектов на краю поля зрения. | Практически отсутствует виньетирование, а яркость равномерна по всему полю, благодаря чему такие объективы предпочтительны для фотометрических исследований. Очень сильно сжимает объекты на краю поля зрения, самого узкого из всех в диагональной версии. |
| Максимальное угловое поле | Меньше 180°. В пределе 130—140° | Не ограничено, может достигать 180° и более | Может превышать 180°. Известны объективы с охватом 250° | Не ограничено, может достигать 360° | Не может превышать 180° |
| Фокусное расстояние       | {\displaystyle f'={\frac {d}{\operatorname {tg} \omega }}} | {\displaystyle f'={\frac {d}{2\operatorname {tg} (\omega /2)}}} | {\displaystyle f'={\frac {d}{\omega }}} | {\displaystyle f'={\frac {d}{2\sin(\omega /2)}}} | {\displaystyle f'={\frac {d}{\sin(\omega )}}} |
| Примеры                   | Все ортоскопические объективы | - Samyang 7,5/2,8 - Samyang 8/2,8 - Samyang 12/2,8 | - Canon 7,5/5,6 - Coastal Optical 7,45/5,6 - Nikkor 6/2,8 - Nikkor 7,5/5,6 - Nikkor 8/2,8 - Nikkor 8/8,0 - «Пеленг» 8/3,5 - Rokkor 7,5/4,0 - Sigma 8/3,5                                                                             | - Canon 15/2,8 (1988) - Minolta 16/2,8 (1971) - Nikkor 10,5/2,8 - Nikkor 16/2,8 (1995) - Sigma 4,5/2,8 - Sigma 8/4,0 - Sigma 15/2,8 (1990) - Zuiko 8/2,8 | - Nikkor 10/5,6 OP - Madoka 180 7,3/4 |

Перспектива, аналогичная создаваемой объективами «Рыбий глаз», может быть воспроизведена методами вычислительной фотографии при объединении в общее изображение нескольких снимков, сделанных ортоскопической оптикой. Технология особенно популярна в цифровой панорамной фотографии. Большинство компьютерных приложений, предназначенных для склейки панорам, позволяют задавать различные проекции конечного изображения, в том числе стереографическую. В то же время, изображение, полученное «Рыбьим глазом», может быть программно трансформировано в обычное ортоскопическое, но с неизбежной и сильной потерей качества по краям поля.

## Области применения
- Современные планетарии используют объективы «Рыбий глаз» для проекции изображения небесной сферы на купол;
- В авиационных тренажёрах для проекции изображения окружающего пространства на полусферические экраны. Это позволяет усилить «эффект погружения» для лётчиков, авиадиспетчеров и военных специалистов;
- В сферорамных кинематографических системах, например «IMAX DOME» (OMNIMAX) или «Спейсариум», объективы типа «рыбий глаз» используется для съёмки и проекции на полусферический экран[51];
- В сельском и лесном хозяйстве для измерения индексов растительного покрова и инсоляции;
- В астрономии используется для измерения облачного покрова и светового загрязнения, а также фиксации полярных сияний и следов от метеоров;
- В фотографии и кинематографе для съёмки в очень тесных помещениях и в качестве выразительного средства фоторепортажа;
- Компьютерная графика использует законы отображения, аналогичные перспективе «рыбьего глаза» для симуляции отражений в зеркальных сферических поверхностях;
- Большинство дверных глазков построены по оптической схеме «рыбьего глаза» для удобства наблюдения;
- Первый музыкальный видеоклип, снятый полностью «рыбьим глазом», создан в 1987 году на песню группы Beastie Boys;

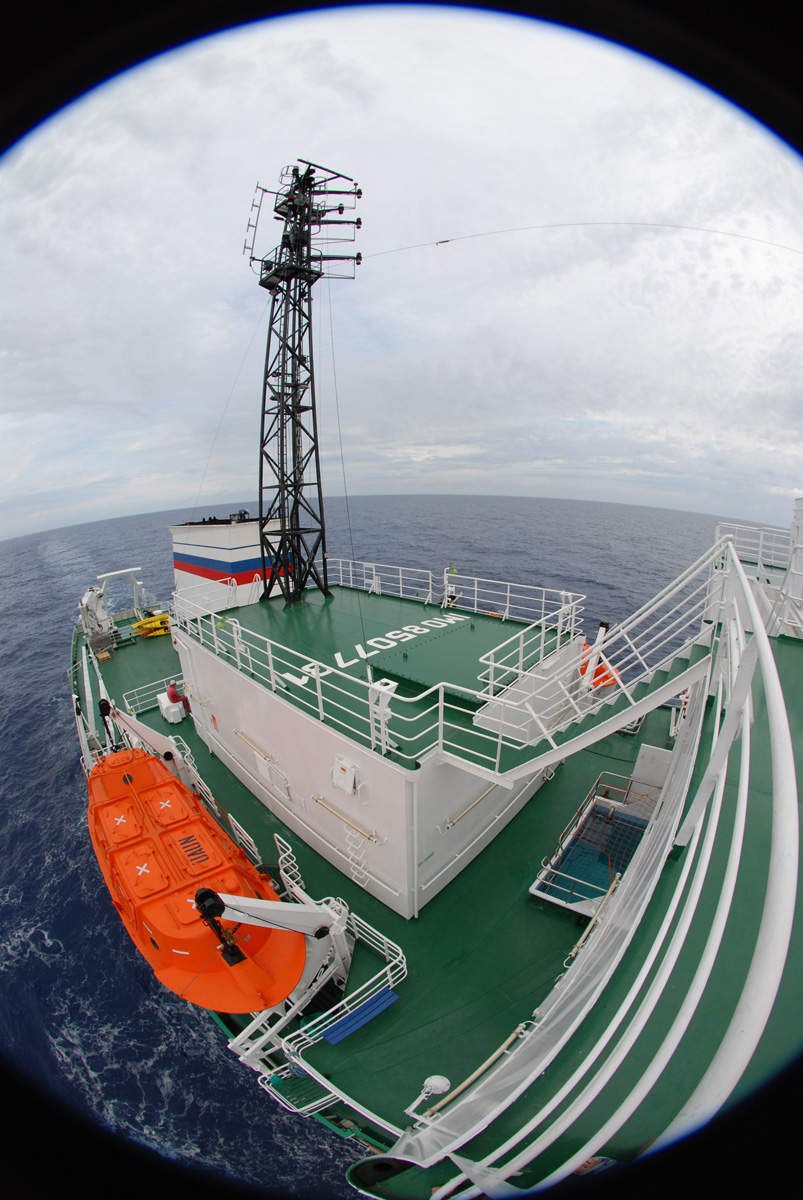
Судно «Академик Иоффе»
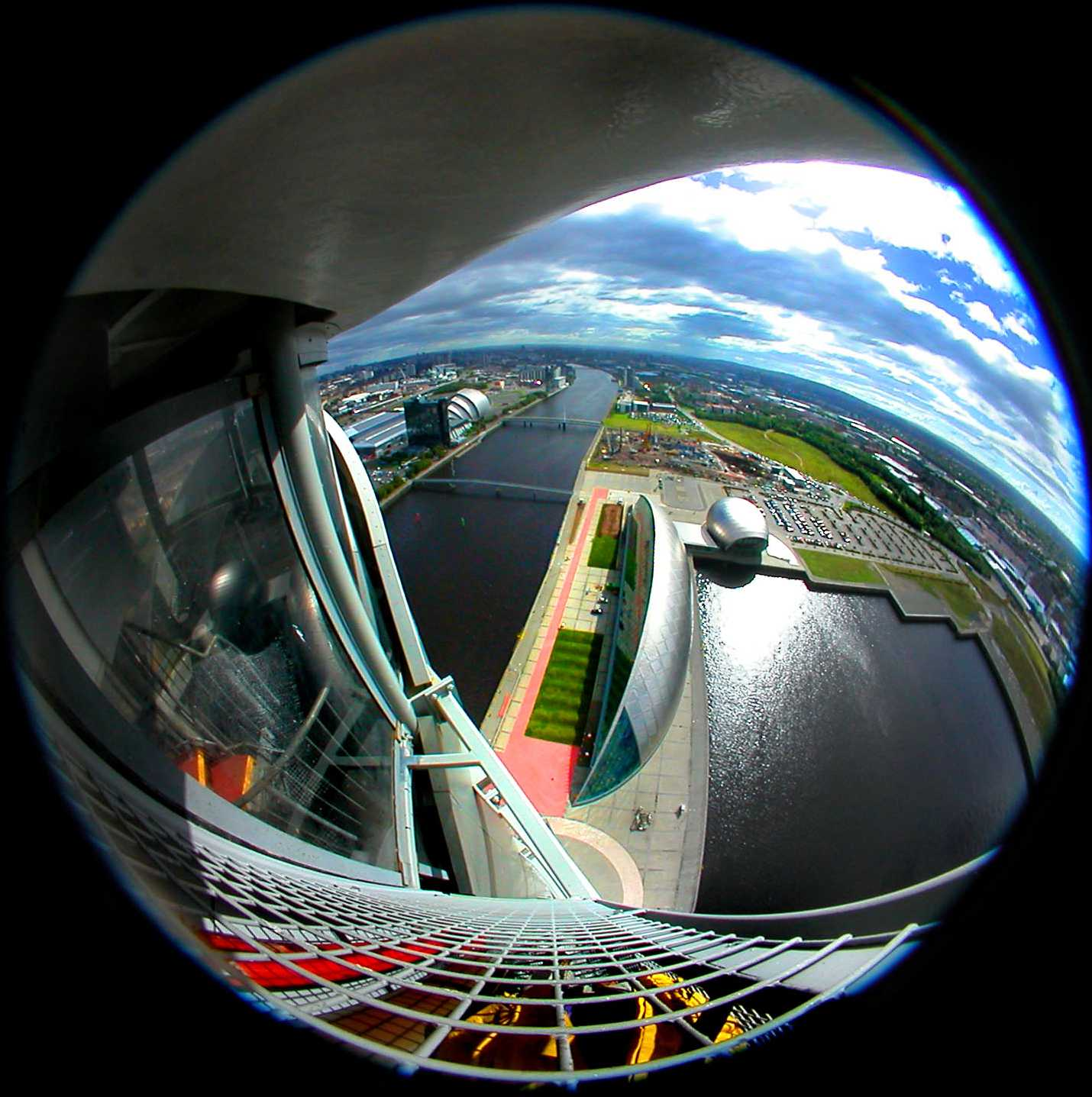
Научный центр в Глазго
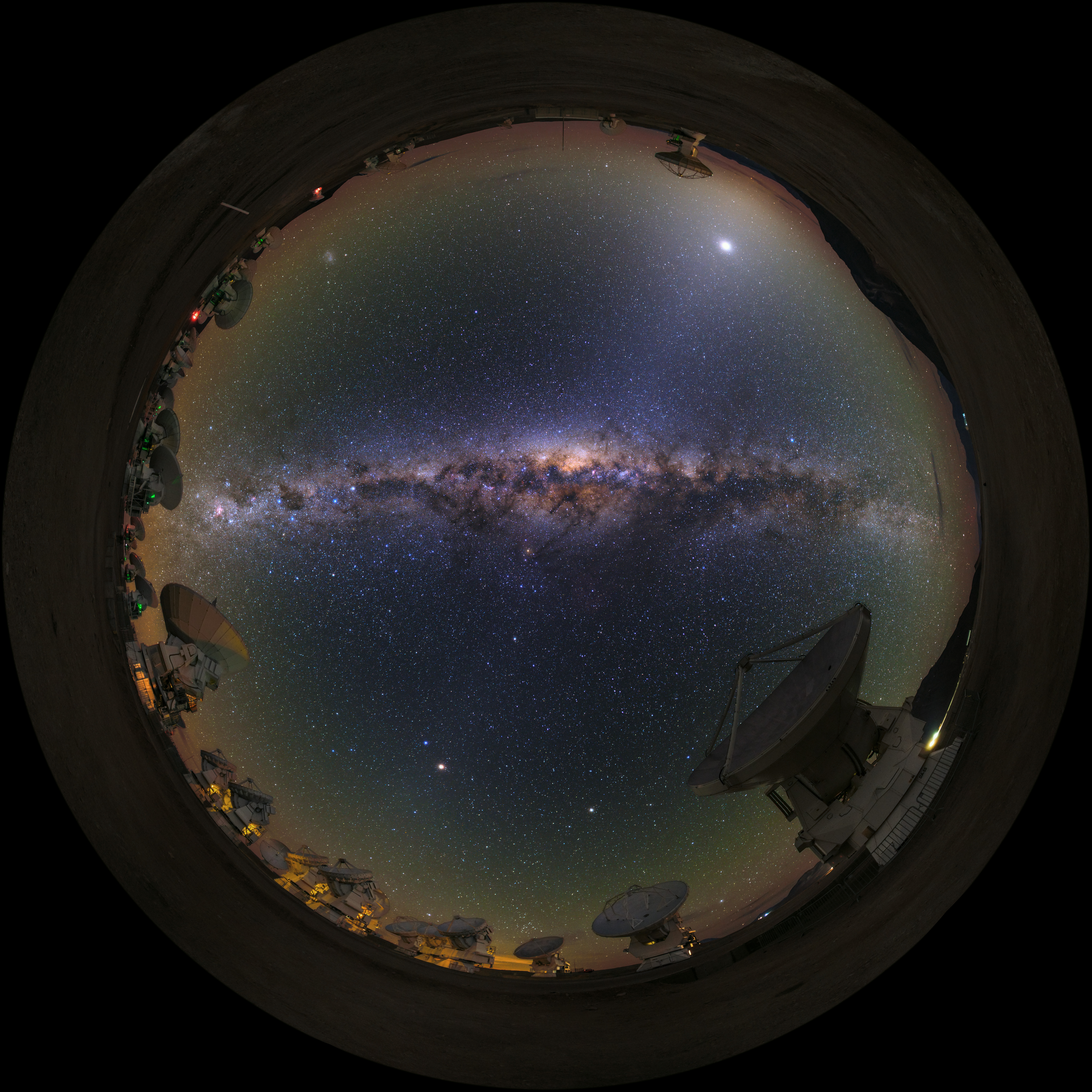
Ночной снимок небесной полусферы
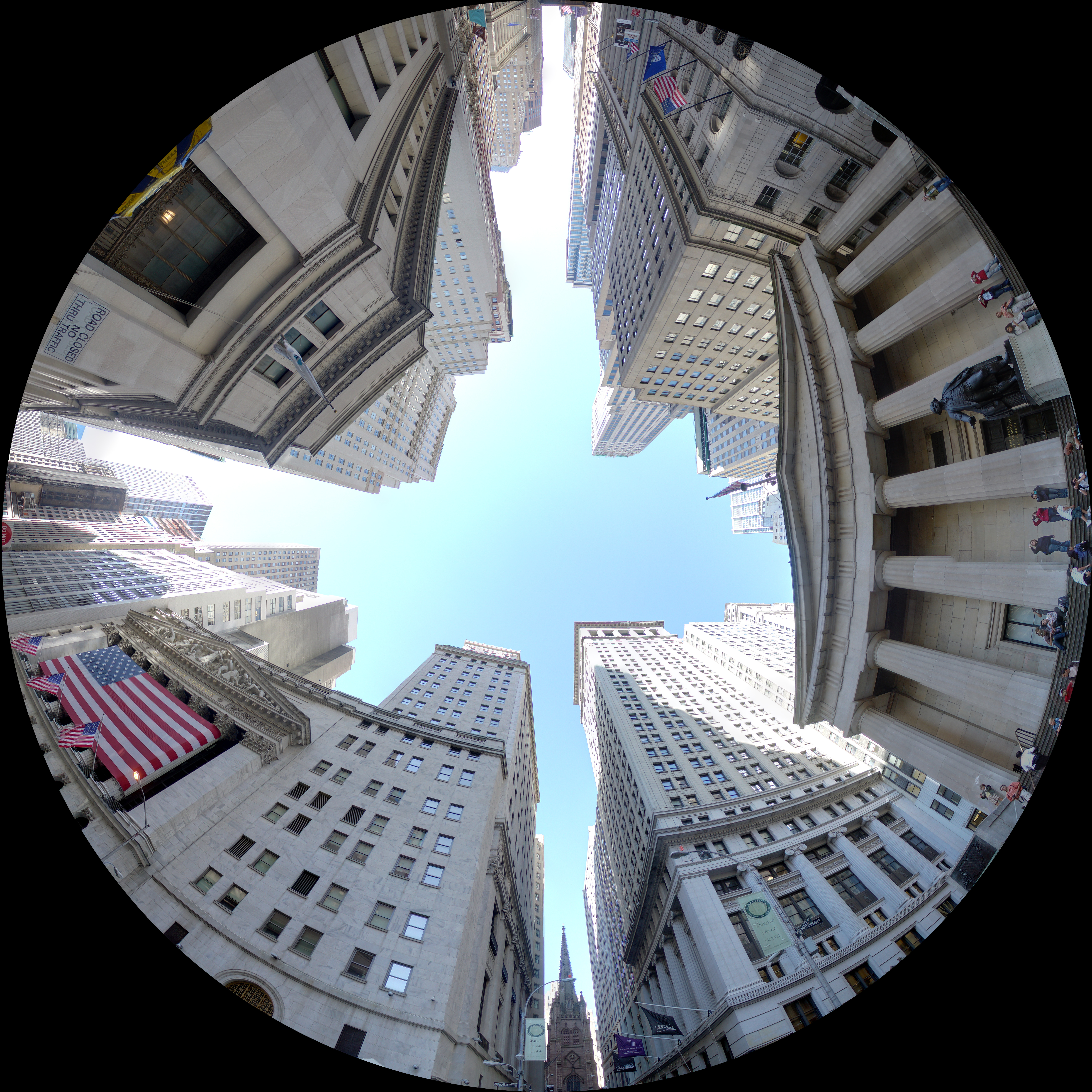
Снимок улицы «циркулярный» объектив
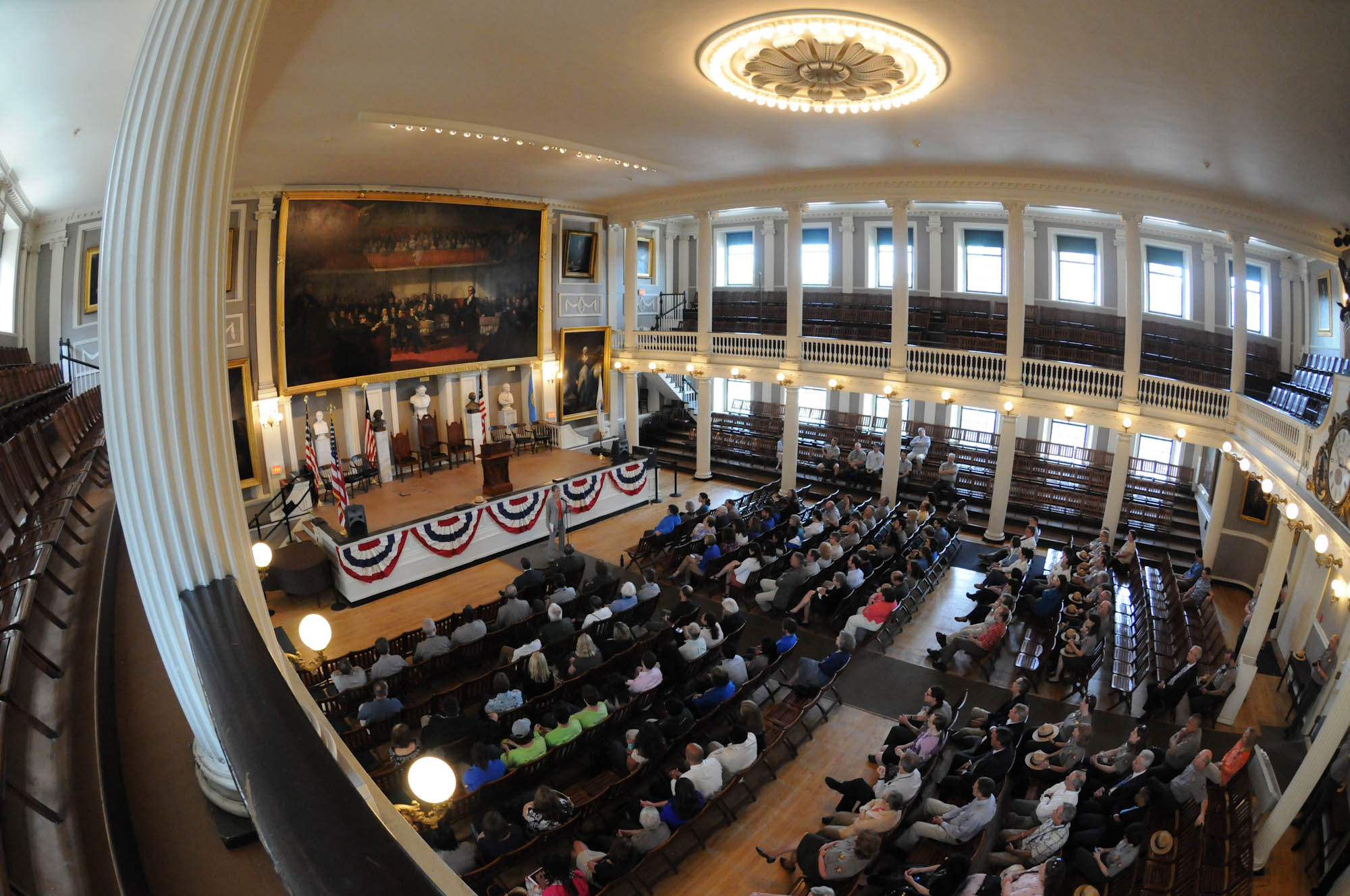
Интерьер. «Диагональный» объектив
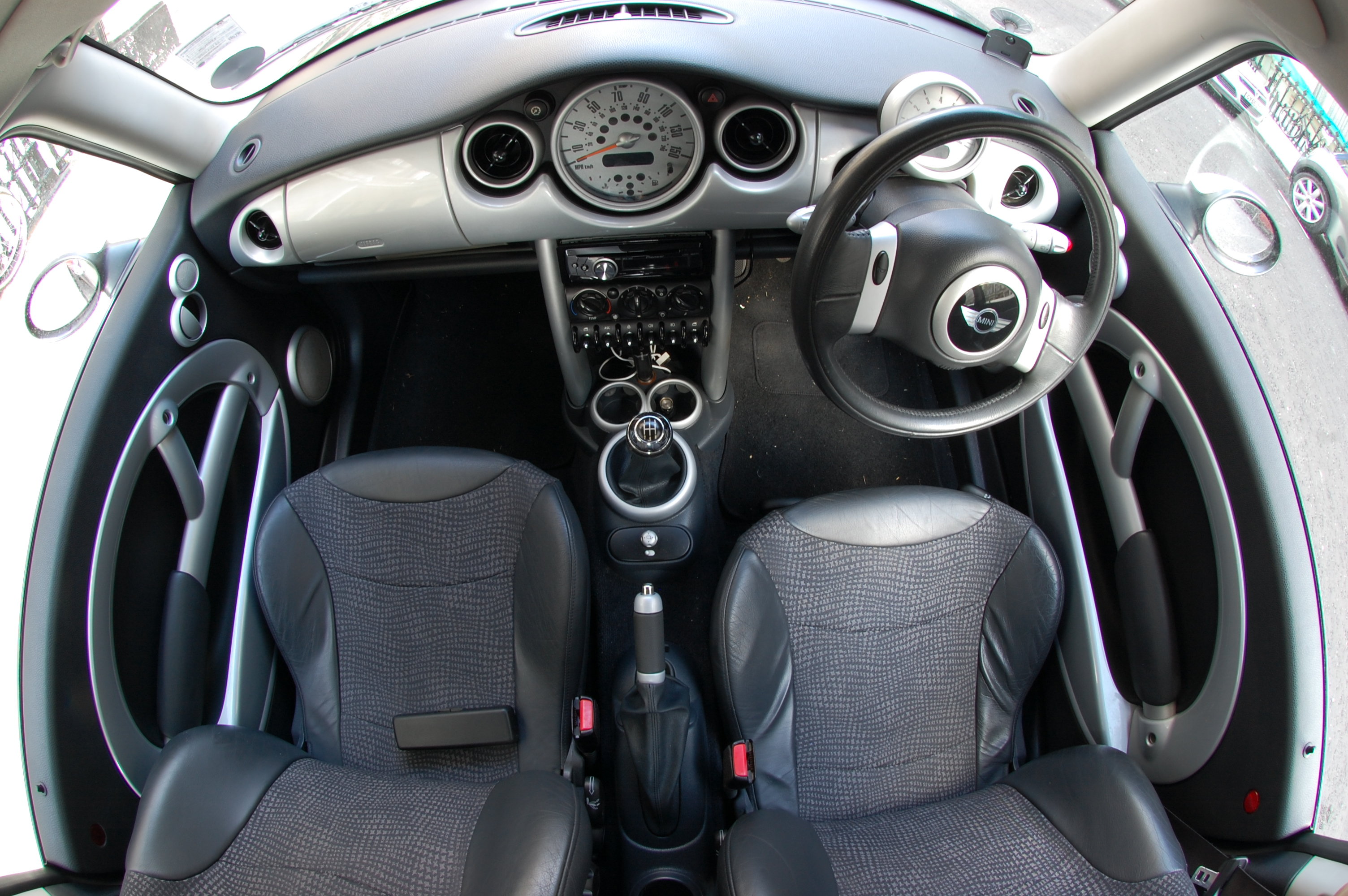
Интерьер автомобиля «диагональный» объектив

## Дисторсирующие насадки

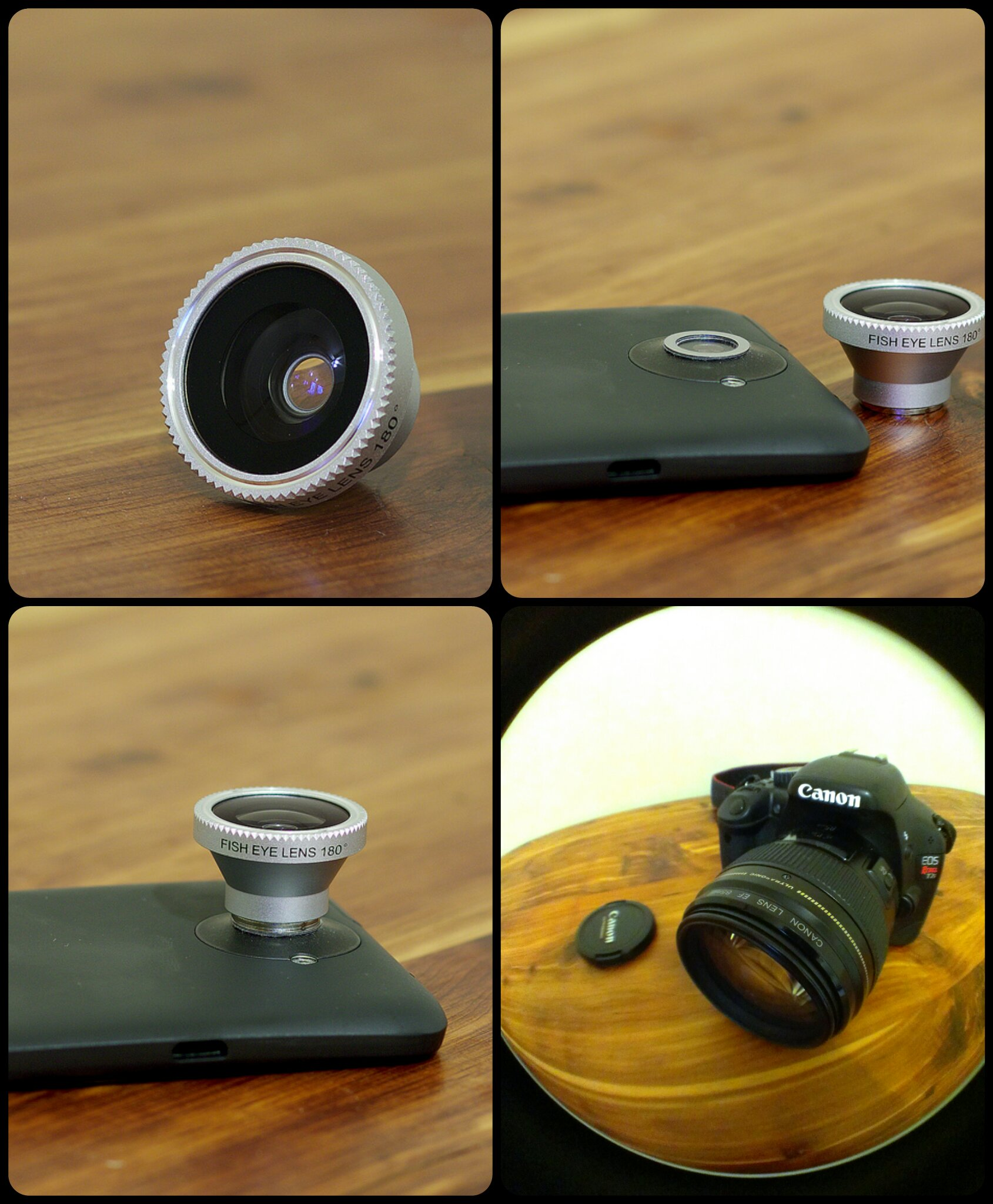
Дисторсирующая насадка на камеру смартфона

Кроме полноценных объективов типа «Рыбий глаз» аналогичный вид изображения может быть достигнут обычной оптикой с афокальной широкоугольной насадкой соответствующего типа. В этом случае насадка, действующая по принципу «перевёрнутого телеобъектива», увеличивает угловое поле, одновременно внося дисторсию. Тем не менее, по уровню сложности и стоимости такие насадки не уступают аналогичным объективам, и по этой причине не получили распространения в фотографии. 
Дисторсирующие насадки оказались удобны для совместной работы с телевизионными вариообъективами, придавая характерное искажение и увеличивая угол обзора, однако из-за оптических особенностей оптики с переменным фокусным расстоянием вся комбинация работоспособна только в положении «макро» при неработающем зуме. Кроме того, такие насадки рассчитаны на очень близкое расположение к основному объективу, накладывая определённые ограничения на диаметр и конструкцию его оправы. В последнее время получили широкое распространение дисторсирующие насадки для камерафонов, к которым крепятся магнитным кольцом или специальным зажимом. Поле зрения камер с такими насадками не всегда достигает 180°, но характерная дисторсия обеспечивает необходимый изобразительный эффект без обработки снимков соответствующими приложениями.

## Светофильтры
На объектив типа «рыбий глаз» невозможна традиционная установка светофильтров перед большой и выпуклой передней линзой: в этом случае их оправа неизбежно перекрывает поле зрения. Это требует повышенного внимания и аккуратности при съёмке, особенно с близких расстояний, так как линзу без защитного светофильтра легко повредить. При необходимости светофильтры устанавливаются за задним оптическим элементом, что затрудняет выбор их положения, необходимый для градиентных и поляризационных фильтров. Поскольку дополнительный оптический элемент за задней линзой объектива влияет на его оптические свойства, в конструкции предусматривается плоско-параллельный стеклянный компенсатор, заменяемый в случае необходимости, нужным светофильтром. Некоторые производители снабжают хвостовик объектива специальным карманом для оптически нейтральных желатиновых светофильтров на тонкой гибкой подложке. Старые модели объективов этого типа имеют встроенные револьверные диски со стандартным для чёрно-белой фотографии набором из жёлтого, оранжевого и красного светофильтров. Установка бленды на объектив также невозможна из-за неизбежного виньетирования ею поля зрения. Большинство диагональных объективов оснащается несъёмной блендой, интегрированной в оправу. Однако, из-за небольших размеров, такая бленда малоэффективна, и по большей части выполняет функцию защитного ограждения передней линзы.

## Известные фотографы и их работы
- Умбо стал первым в истории фотохудожником, использовавшим «Рыбий глаз» в качестве изобразительного средства. В октябре 1937 года немецкий журнал Volk und Welt опубликовал фоторепортаж, снятый им двумя годами ранее первым достаточно светосильным Weitwinkelobjektiv[22].
- Лев Бородулин — первый советский фотожурналист, у которого появился объектив «Рыбий глаз»[58]. В 1964 году им создана одна из обложек журнала «Огонек»[59]